# Arthur de La Guéronnière
Pour les articles homonymes, voir Famille du Breuil-Hélion de La Guéronnière, Dubreuil et Hélion.
Arthur Dubreuil-Hélion, vicomte de La Guéronnière, né le 6 avril 1816 au Dorat et mort le 23 décembre 1875 à Paris 8e, est un journaliste, essayiste, diplomate et homme politique français.

## Biographie
Membres d'une famille poitevine et limousine d'ancienne noblesse et légitimiste, Arthur et son frère aîné Alfred se vouent au journalisme mais, contrairement ce dernier, Arthur finit par s'éloigner du légitimisme au profit d'opinions plus progressistes.
En 1845, après la publication d'une série d'articles dans L'Avenir national de Limoges, il est remarqué par Alphonse de Lamartine, qui devient, dès lors, le mentor politique et littéraire du jeune journaliste.
En 1848, il refuse le poste de commissaire de la République en Corrèze que lui offrait le célèbre poète, entré au gouvernement à la faveur de la Révolution de Février, acceptant cependant de l'assister en tant que chef de cabinet et de collaborer très activement aux journaux fondés par ce dernier, tout d'abord Le Bien public, qu'il cofinança et pour lequel il écrivit de nombreux articles, puis, en 1850, Le Pays, dont il devient rédacteur en chef, après avoir écrit pour La Presse d’Émile de Girardin.
Initialement opposé à Louis-Napoléon Bonaparte, il se rapproche, à partir de 1851, du président de la République et s'éloigne de Lamartine. En octobre de la même année, un autre légitimiste rallié à Bonaparte, Horace de Viel-Castel, conseille au président de recourir à son talent et à son intelligence pour concurrencer l'influence du puissant patron de presse Louis Véron, propriétaire du Constitutionnel. Organisée par Viel-Castel, une entrevue eut lieu au début de novembre entre le président et le journaliste, qui accepta de faire du Pays un des principaux organes de la presse bonapartiste. Quelques jours plus tard, le frère cadet d'Arthur, le baron Charles de La Guéronnière, est nommé sous-préfet.
Malgré son opposition au coup d’État du 2 décembre 1851, qui lui fait annoncer sa démission dans Le Pays du 4 décembre:226, il se rallie, peu après, au nouveau régime et devient son candidat officiel aux élections de 1852 au Corps législatif, se faisant ainsi élire député dans le Cantal.
Deux ans plus tard, il quitte le Corps législatif pour le Conseil d’État. Il fut également élu conseiller général de la Haute-Vienne. En 1856, il est pressenti pour succéder à Hippolyte Fortoul au ministère de l'Instruction publique et des Cultes, mais c’est Gustave Rouland qui obtiendra ce portefeuille.
Directeur général de la Librairie et de la Presse auprès du ministère de l'Intérieur, il accepte à ce titre de participer à la censure et d'écrire plusieurs articles et brochures politiques sous la dictée de Napoléon III, devenant ainsi l'une des principales « plumes » de l'empereur. Ses trois brochures intitulées L'Empereur Napoléon III et l'Italie, Le Pape et le Congrès et La France, Rome et l'Italie servent ainsi à annoncer et justifier les orientations de la politique italienne de l'empereur.
Ses services politiques lui vaudront un mandat de sénateur en juillet 1861. Orateur remarqué au palais du Luxembourg, il se prononça en faveur de la libéralisation du régime après 1863. En aout 1862, il fonde un nouveau journal La France, dont la ligne éditoriale conciliait la fidélité à l'Empereur et la réaffirmation du pouvoir temporel du pape.
Décoré de la croix de grand officier de la Légion d'honneur le 14 aout 1866, La Guéronnière obtient, en aout 1868, l'ambassade de Bruxelles, où il dut négocier avec le chef du gouvernement, Walthère Frère-Orban, pour permettre à une compagnie française d'exploiter les chemins de fer du Luxembourg. Nommé, en juin 1870, à l'ambassade de Constantinople, il doit cependant rapidement abandonner ce dernier poste, à la chute du Second Empire. Contraint à renoncer à la politique et à reprendre ses activités journalistiques, il assure alors la direction politique de La Presse entre 1871 et 1875.